# きりしま号

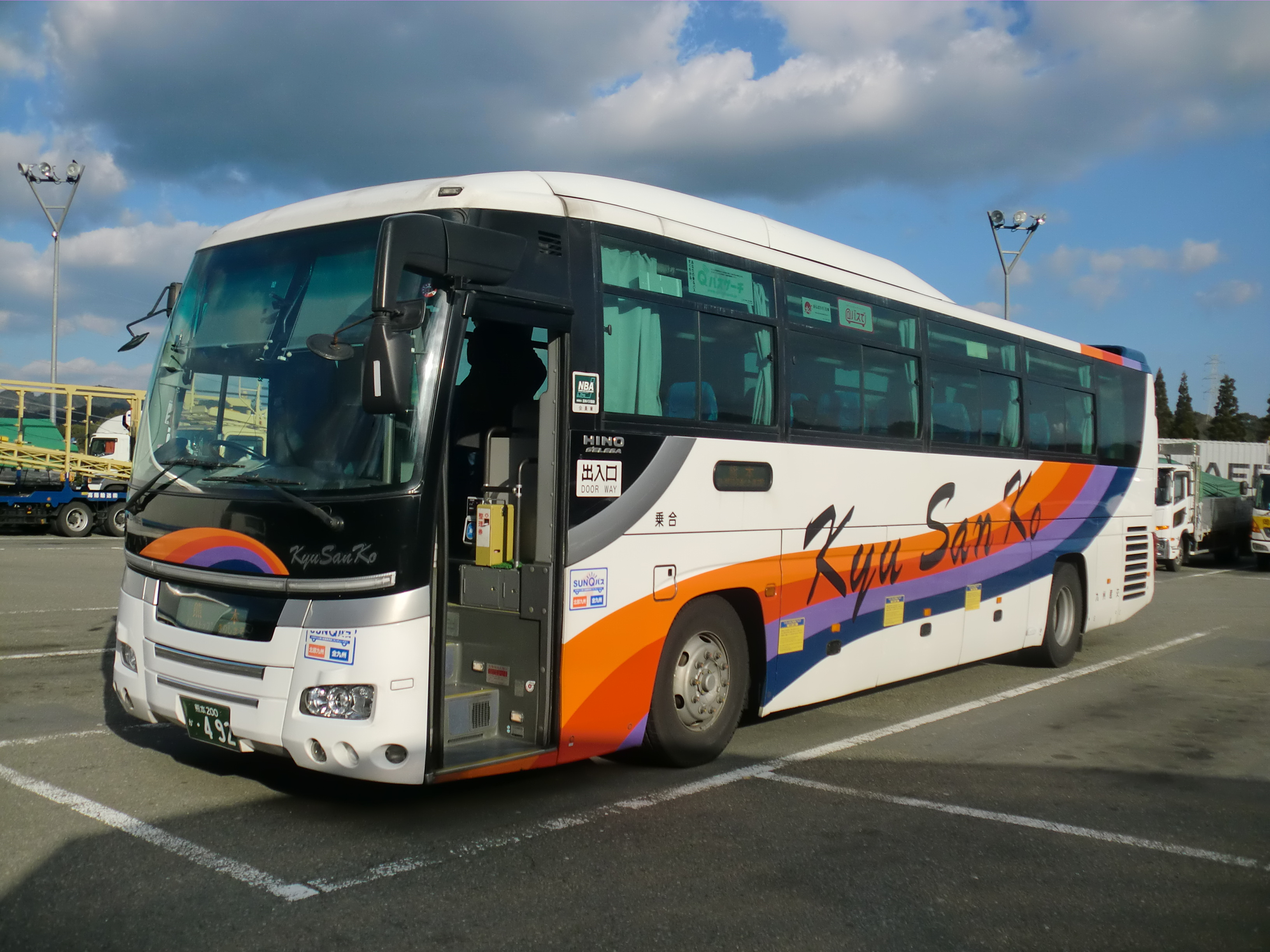
きりしま号 （九州産交バス）

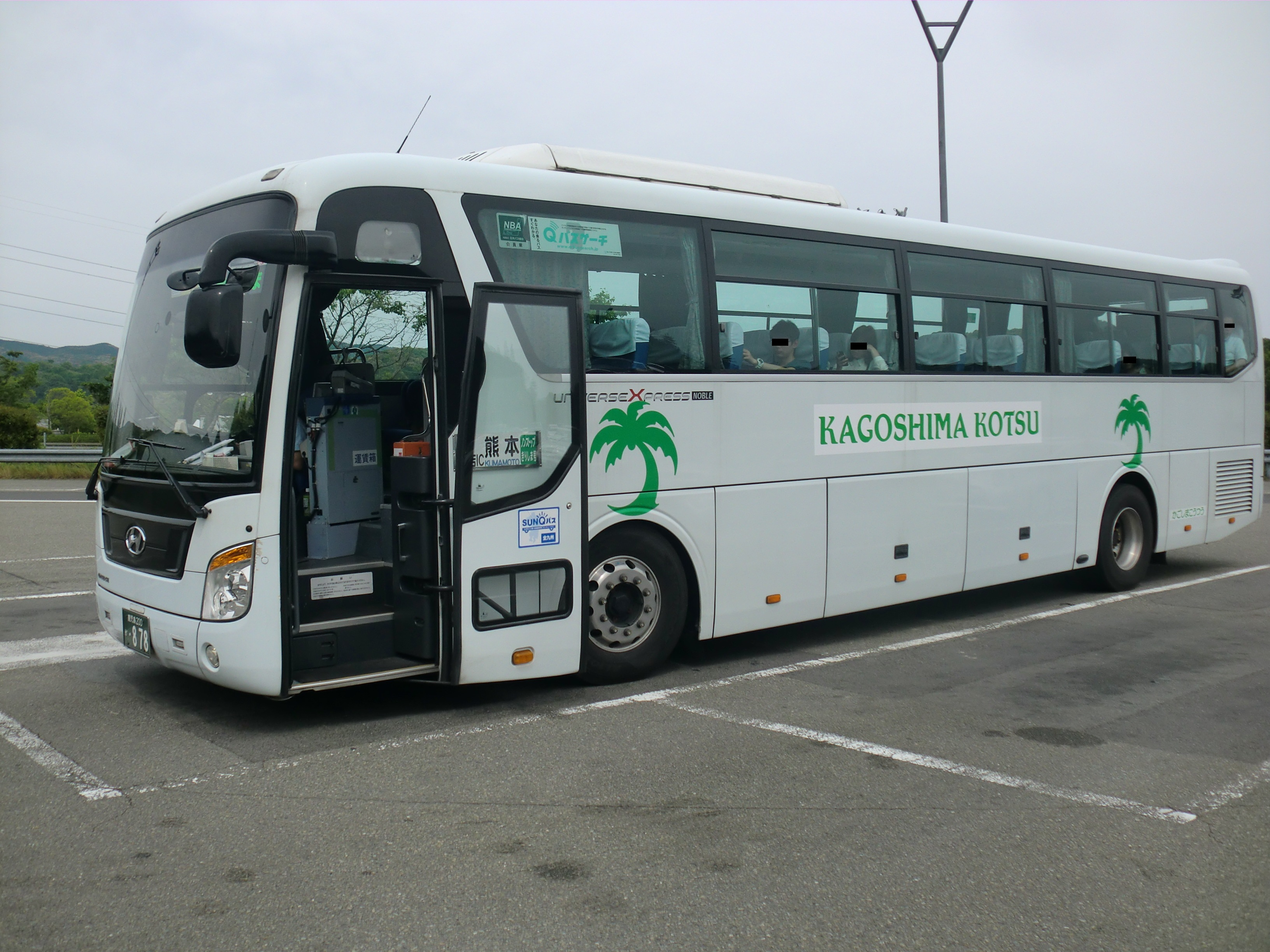
きりしま号 （鹿児島交通）

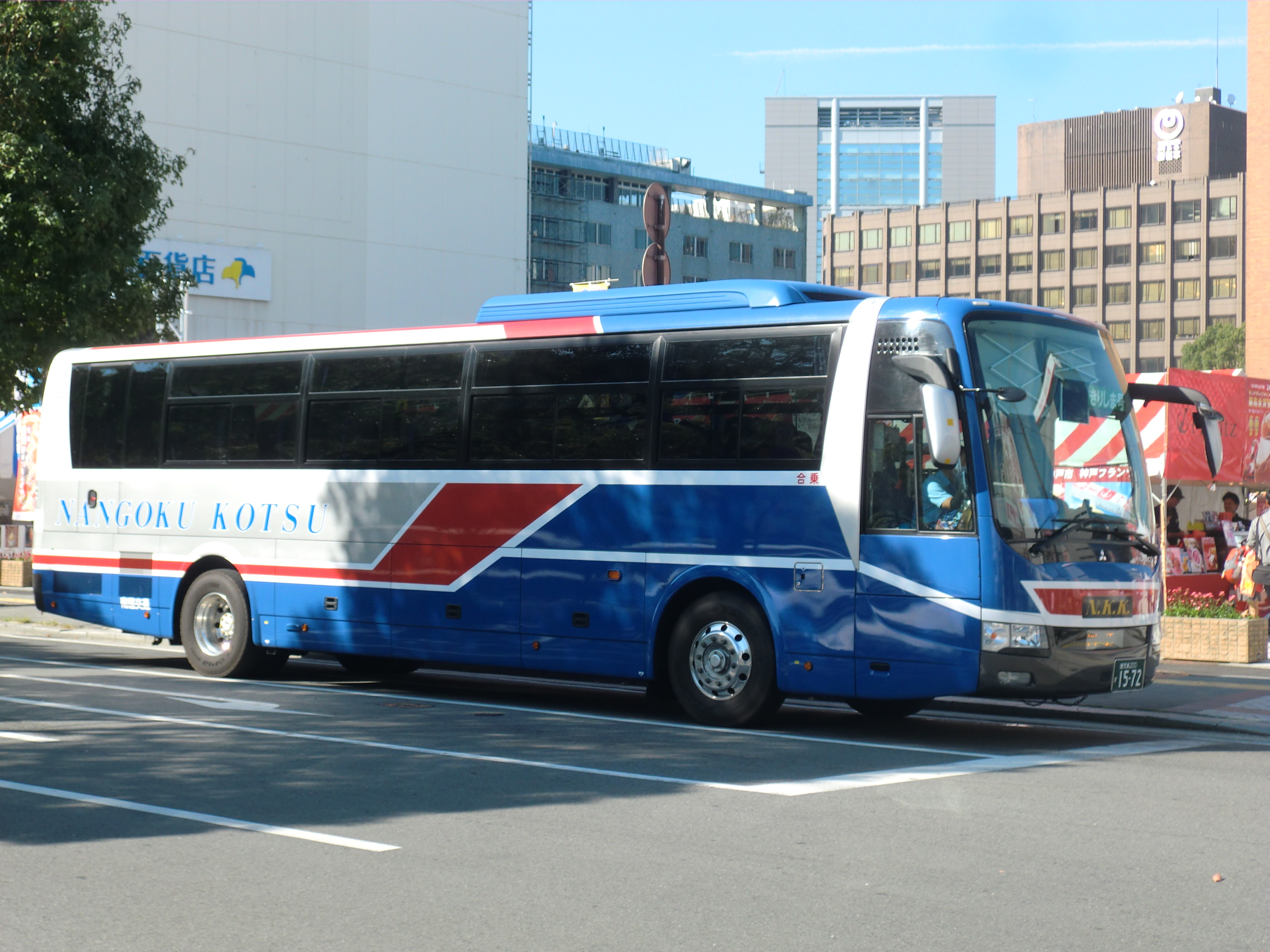
きりしま号 （南国交通）

きりしま号（きりしまごう）は、熊本県熊本市の熊本桜町バスターミナル（以下、「熊本桜町BT」または「桜町BT」と略）と鹿児島県鹿児島市の鹿児島本港（高速船ターミナル）の間を結ぶ高速バス路線である。

## 概要
熊本市街地から九州自動車道を経由して鹿児島市街地にある鹿児島中央駅を経由して鹿児島本港の間を結ぶ路線である。2004年から2008年までの運行中断期間を挟んで運行経路はほぼ同じで、途中には熊本県内の八代市・人吉市の高速道路上のバス停ならびに霧島市溝辺町麓にある鹿児島空港にも停車する。高速道路開通以前は1965年頃から1975年にかけては八代 - 水俣 - 出水 - 川内間に九州産業交通（九州産交、現=九州産交バス）と南国交通が共同で快速「さつま号」を運行しており、熊本 - 鹿児島間をバスのみで移動したいと思うのであれば、九州産交運行の熊本 - 八代線（快速「しらぬい号」）から快速「さつま号」に乗り換え、さらに林田バス（のちのいわさきバスネットワーク → 現=鹿児島交通 ）運行の川内 - 鹿児島線普通バスを乗り継いで利用すれば可能であった。乗り継げば熊本 - 鹿児島間の所要時間は6時間ほどであった。のちに高速道路網の整備により1990年4月に本路線が開設された事によって両都市間が最速3時間弱で結ばれるようになった。
かつては当初の運行開始時より九州産交と南九州高速バスが共同運行だった。当初「きりしま号」の愛称が用いられたのは熊本側（九州産交）のみで、鹿児島側（南九州高速バス）では独自の愛称である「はいびすかす号」の名称が用いられていた。そのため、市販の大型時刻表には「きりしま号」と「はいびすかす号」の2つの愛称が記載されていた。
2004年3月に九州新幹線の一部開通により一旦廃止となったが、定期的な利用客の間で「交通手段の選択肢を奪うようなやり方」という苦情・批判や、復活の要望が多く寄せられた事 から、廃止から4年半後の2008年10月10日より2009年3月31日まで熊本側の九州産交バスの単独運行において1日3往復（試験運行）、同年4月1日より鹿児島側の南国交通といわさきバスネットワーク（当時：現在は鹿児島交通）の両社を共同運行に加え、正式に運行再開された。現在は熊本側、鹿児島側共に「きりしま号」として運行している。
全便座席指定制で乗車の際は事前の予約が必要。SUNQパスは全九州+下関版・南部九州版のみ使用可能（熊本県内間のみの利用であっても北部九州+下関版は使用不可）。

## 歴史
- 1990年（平成2年）4月26日 - 路線開業[2]。10往復運行。 九州産業交通、南九州高速バス各5往復。熊本～いづろ間ノンストップ3時間10分、各停便3時間35分。
- 1993年（平成5年）10月頃 - 鹿児島空港経由となる（当初は各停便のみ）。
- 1995年（平成7年）
  - 1月 - 人吉市内の停車地であった人吉ターミナルが老朽化により閉鎖され乗降場所を人吉産交に変更。また、ノンストップ便が新たに人吉産交と鹿児島空港にも停車するようになる。
  - 7月 - 九州自動車道人吉～えびの間開通により熊本～いづろ間ノンストップ便3時間17分・各停便3時間25分となる。尚、人吉市内においては開通後も一旦人吉ICを降り人吉産交に立ち寄るルートとなる。またこの日から新たに人吉南バス停が新設され、各停便が停車する。
- 1999年（平成11年）12月 - 益城IC経由に変更。熊本～いづろ間ノンストップ便3時間10分、各停便は3時間19分。
- 2004年（平成16年）3月12日 - 九州新幹線開業に伴い路線廃止。同時に南九州高速バスは鹿児島 - 宮崎線「はまゆう号」の運行からも撤退し、この日を以って会社清算・解散した。代替措置として、この日より熊本 - 人吉線「ひとよし号」（九州産交バス・産交バス運行）を1日4往復ならびに人吉 - 鹿児島空港線（産交バス・いわさきコーポレーション（後に撤退）・林田バス（後のいわさきバスネットワーク）・南国交通による運行）を1日12往復新たに運行開始。
- 2008年（平成20年）
  - 9月12日 - 九州産交バスが九州運輸局の認可次第で単独運行ながらも同区間を運行再開することを発表[3]。
  - 10月10日 - この日から翌年3月31日までの試行運行という形で、九州産交バスの単独運行により運行再開。1日3往復。
    - 運行経路は以前と大きな変更ないが、八代には新八代駅（東口）に停車する事になり、このほか下伊敷バス停も新たに追加され鹿児島北IC経由となった。また、鹿児島中央駅バス停は南国日本生命ビルバスセンターとなっている。なお、試行運行期間中においては特に愛称が付けられていなかった。
    - これに伴い、「ひとよし号」は1日2往復に減便されると共に九州産交バスが運行から撤退し産交バスのみの運行に変更、人吉 - 鹿児島空港線は1日6往復に減便され産交バスが運行から撤退し鹿児島側事業者のみの運行となる。
- 2009年（平成21年）
  - 4月1日 - 試行運行が好調だったため、いわさきバスネットワーク・南国交通が運行に加わり、3社共同運行で本格的に運行される。（九州産交3往復、いわさき及び南国交通計3往復）の6往復。
    - 愛称も「きりしま号」の名称が復活し熊本側・鹿児島側ともに統一。ノンストップ便も2往復設定（益城～鹿児島空港間は人吉ICのみ停車）また山江サービスエリアで10分間休憩（熊本6:30発の便については、熊本～人吉間での利用が多い通勤客に考慮し、熊本発の始発便のみ、えびのパーキングエリアで10分間休憩）を設定。
    - いづろバスセンター閉鎖により鹿児島側の終発着は鹿児島本港（高速船ターミナル）に変更。なお、本路線正式運行開始に伴い、これまでいわさきバスネットワーク・南国交通が運行していた人吉 - 鹿児島空港線は3月31日で廃止。

  - 4月4日 - 熊本行の山江発車時刻を修正（10分繰り上げ）。
  - 6月1日 - バスセンターが併設されていた南国日生ビルの建て替えに伴い、鹿児島中央駅前乗降場所を変更[注 2]。
- 2011年（平成23年）4月1日 - ダイヤ改正ならびに運行内容を変更。ノンストップ便の停車箇所に八代ICバス停を追加し、各停便を廃止（全便ノンストップ便へ）[4]。
- 2012年（平成24年）4月23日 - ダイヤ改正に伴い、これまでの1日6往復12便から2往復4便増便し、1日8往復16便に[5]。同時にこの日より新装オープンする南国交通鹿児島中央駅前バスセンターにも乗り入れ開始に併せ鹿児島中央駅前乗降場所を変更[6][注 3]。
- 2015年（平成27年）
  - 10月1日 - 熊本市桜町一帯再開発事業におけるバスターミナル建て替えに伴い、熊本交通センター乗降場所を変更[7][注 4]。
  - 12月1日 - 九州産交便のみ熊本側の始発着場所を西部車庫まで延伸し熊本駅前にも停車。さらに、熊本行きの夕方2便（鹿児島本港17:45・19:15発）のみにおいては熊本交通センター2番乗り場から西部車庫間のみの利用も可能（但し、支払いは現金のみで、通勤・通学定期券や「くまモンのIC CARD」その他「わくわく1dayパス」などの割引乗車券は使用できない。また、同区間のみの予約は不可）。
- 2016年（平成28年）
  - 3月30日 - いわさきバスネットワーク運用分が鹿児島交通に変更
  - 4月24日 - 熊本地震の影響で4月15日から運休していた運行を4往復のみ再開。ただし、九州道の一部区間通行止めにより熊本県庁前－八代IC間は一般道迂回運行により「自衛隊前」から「八代IC」までの各停留所は停まらない。同年5月1日より通常の本数・運行経路に戻る（ただし九州道内一部復旧工事の影響に伴い「高速益城」バス停は全便通過）。
- 2017年（平成29年）5月22日 - 高速益城バス停での乗降扱いを再開。
- 2019年（平成31年・令和元年）
  - 4月1日 - 熊本駅前再開発工事着手に伴い、鹿児島行きの乗り場がこれまでの「のりば3」（高速・特急バス専用）から、一般路線バス熊本交通センター方面乗り場と同じ「のりば1」へ変更（九州産交便のみ）。
  - 9月11日 - 熊本市桜町一帯再開発ビル（名称：SAKURAMACHI Kumamoto）完成に伴う同ビル内バスターミナルに乗り入れ開始により、熊本交通センター乗降場所を変更。名称もこれまでの「熊本交通センター」から「熊本桜町バスターミナル」に改称[8][9][10]。
- 2020年（令和2年）4月1日 - 新型コロナウイルスの世界的感染拡大の影響による利用客減少を受け、この日より同年4月20日までの期間においては8往復のうち3往復6便（熊本発3便・鹿児島発3便）を運休。その後、翌4月21日 - 5月31日までの期間は全便運休[11][12][13]。6月1日以降は一部便（鹿児島交通運行便）のみ運行再開し、残りは6月30日まで引き続き運休し、翌7月1日からは1日4往復に減便して運行再開。
- 2021年（令和3年）
  - 1月20日 - 新型コロナウイルスの更なる感染拡大により1日3往復に減便。
  - 3月20日 - 3往復増便し、1日6往復（鹿児島側事業者便は全便運行再開、九州産交便は1日4往復担当のうち2往復を引き続き運休）。
  - 4月1日 - 熊本駅周辺再開発による駅前広場整備完了に伴い、鹿児島行乗り場をのりば1（一般路線バス桜町BT方面）からのりば7（高速・特急・空港リムジン専用）へ変更。（九州産交便のみ）
- 2025年（令和7年）7月1日（予定事項） - 運賃改定ならびに乗車サービス内容の見直し[14]。
  - 熊本 - 鹿児島間の片道運賃を4,100円から4,200円に値上げ。
  - 4枚綴り回数券（紙券・web券とも）・往復割引乗車券（同）を廃止。
  - Web早割7を新設。早期の予約で熊本 - 鹿児島間が3,600円で利用可能。

## 現在（2008年10月以降）

### 運行会社
- 九州産交バス（担当：高速営業所）
- 鹿児島交通（担当：鹿児島営業所）☆
- 南国交通（担当：鹿児島営業所）☆

☆印はいずれも2009年4月1日より運行に参入（鹿児島交通運用分の参入当時はいわさきバスネットワーク）。

### 運行経路・停車停留所
本路線は現在下記の形態において運行されているが、この形態は2009年4月1日より設定されたもので、元々の呼称は「ノンストップ便」である。かつては、試行期間を含めた2008年10月の運行再開時より九州自動車道上すべての停留所に停車する「各停便」も設定されていた が、2011年3月31日をもって廃止されている。
太字は停車停留所。全便西部車庫 - 高速益城間ならびに鹿児島空港 - 鹿児島本港間のみの利用は不可。なお、西部車庫始発着・熊本駅前経由は九州産交便のみで、鹿児島側2社の便は熊本桜町BT始発着となる。
西部車庫 - （熊本県道28号熊本高森線） - 熊本駅前 -  熊本桜町バスターミナル - 通町筋 - 味噌天神 - 水前寺公園前  - （第二空港線） - 熊本県庁前 - 自衛隊前 - 東町中央 - 益城インター口 - 益城IC - （九州自動車道） - 高速益城 - 八代IC - 人吉IC - 鹿児島空港 - 帖佐 - 鹿児島北IC - （国道3号線） - 下伊敷 - 鹿児島中央駅＜南国バスターミナル＞ - 天文館 - 鹿児島本港＜高速船ターミナル＞
- 鹿児島行きは、熊本駅前はのりば7から、桜町BTは5番のりばから発車する。熊本行きは、鹿児島本港は1番のりばから、南国バスターミナルは2番のりばから発車する。
- 鹿児島空港へは溝辺鹿児島空港ICにて一旦九州道を降りたのち、国道504号を経由して空港へ立ち寄るルートとなる。
- 山江SAにて10分間（桜町BT6:30発の便のみえびのPAにて10分間）途中休憩をおこなう。
- かつて2008年10月10日から2011年3月31日まで運行されていた各停便において、八代市へは新八代駅（東口）において乗降扱いを行っており、2009年4月に新設されたノンストップ便では高速益城 - 人吉IC間は無停車扱いで、八代市へは停車していなかった。各停便廃止後の2011年4月1日以降はその代替措置として八代ICに停車する事となった。因みに八代ICにはかつて熊本 - 宮崎線「なんぷう号」も全便停車していたが、2017年10月のダイヤ改正により全便通過となった事から、熊本方面から八代市までバスでの乗り換えなし移動手段としては唯一本路線のみとなっている[注 7]。また、2009年3月31日までの鹿児島側の起終点はいづろ高速バスセンターであった。

#### 所要時間
- 熊本桜町BT - 鹿児島本港高速船ターミナル：3時間25分
- 熊本桜町BT - 鹿児島空港：2時間30分
  - ともに鹿児島行きの場合。熊本行きは3分多くかかる。

### 使用車両ならびに車内設備

#### 車内設備
- ハイデッカー
- 4列シート
- トイレ（九州産交のみ）
- 毛布（九州産交・南国交通）※新型コロナ対策により現在は貸出中止
- 座席コンセント（一部車両のみ）
- フリーWi-Fi（九州産交・南国交通）

#### 使用車両
九州産交バス
- 三菱ふそう・エアロエース　旧あそ☆くま号専用車2台、ひのくに号からの転用車1台の3台が専属車。代走でひのくに号用の日野・セレガが入る事もある。

鹿児島交通
- ヒュンダイ・ユニバース ADG-RD00 2009
  - 続行・専用車都合時には空港線で使われている車両が入る事もある。

南国交通
- 三菱ふそう・エアロバス
- 日野・セレガR(FD KL-RU4FSEA)
- 三菱ふそうエアロエース
- いすゞガーラ(2代目)

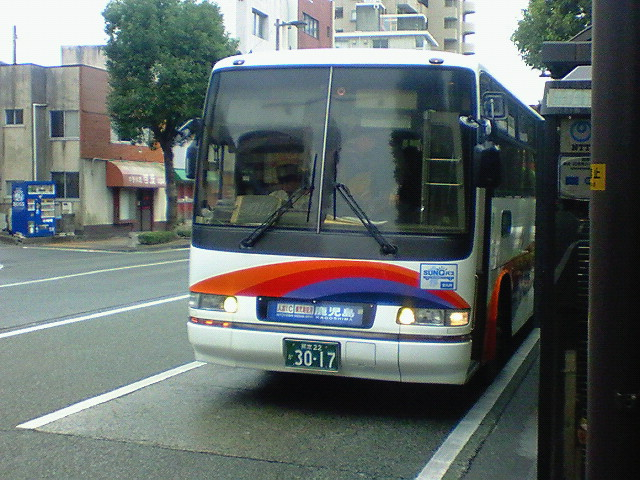
九州産交バス 3列シート車 運行再開当初において使われた。画像は日野セレガFS(U-RU2FTAB)の試行運行時のもの。現在は廃車。他にも日野セレガFS(KC-RU3FSCB)で運用した。
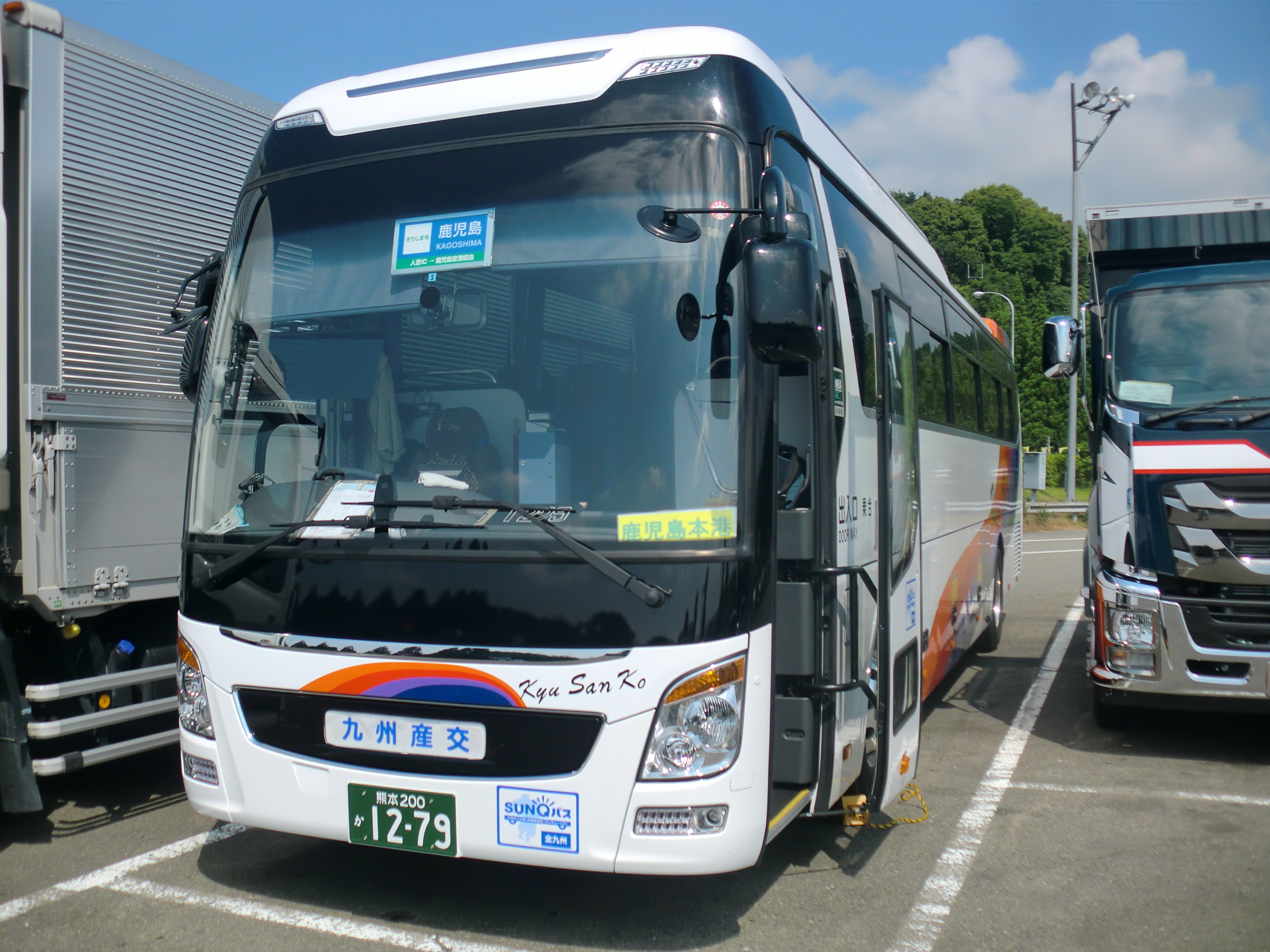
九州産交バス 4列シート車（トイレ無し） 2016年4月から一時期、鹿児島側事業者に合わせる形で定員拡大を目的に導入された車両。2021年10月より再びトイレ付き車両での運用となり、現在は「やまびこ号」や空港リムジンなどに転用。
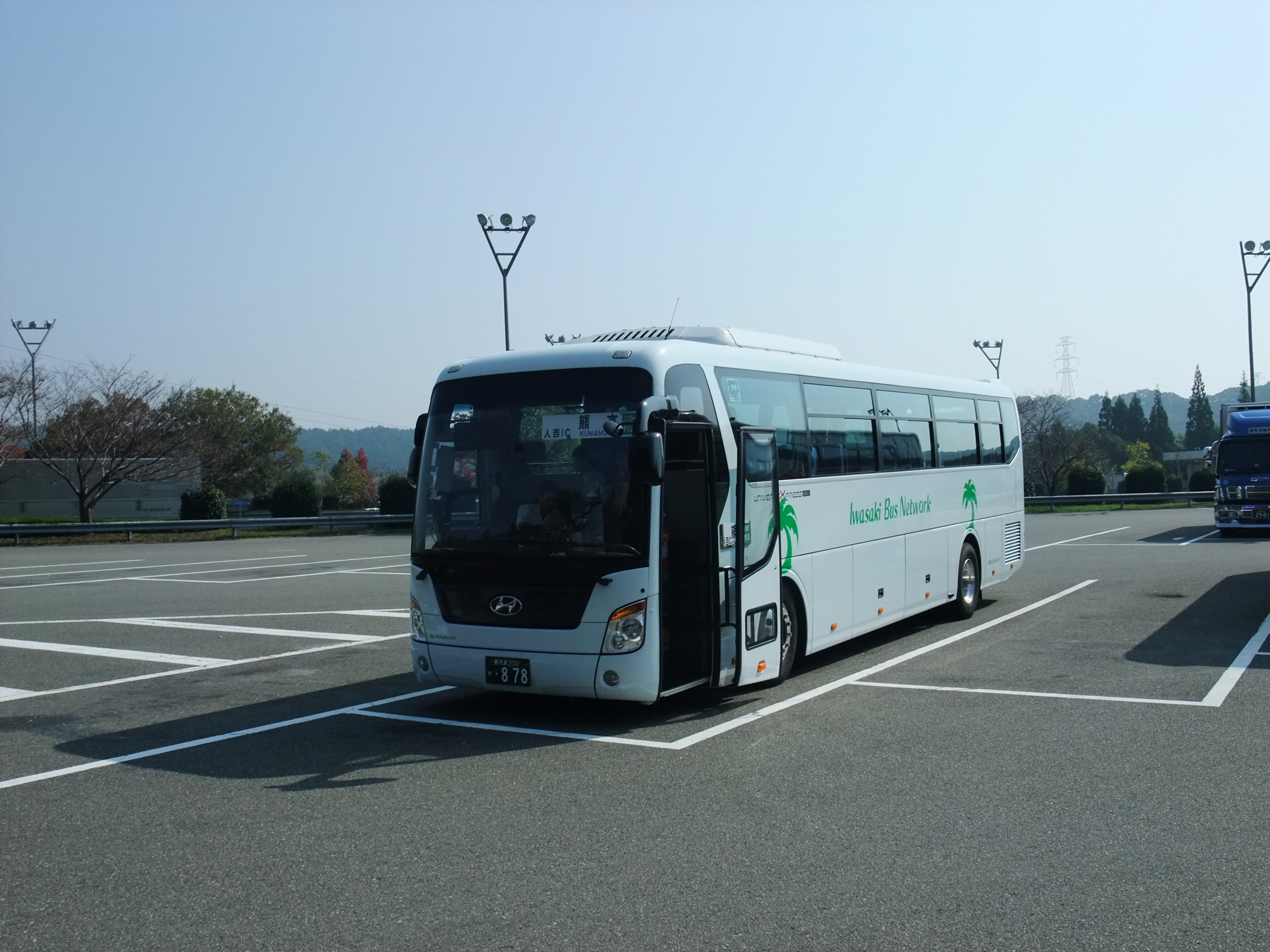
※冒頭画像の車両 いわさきバスネットワーク運行時代
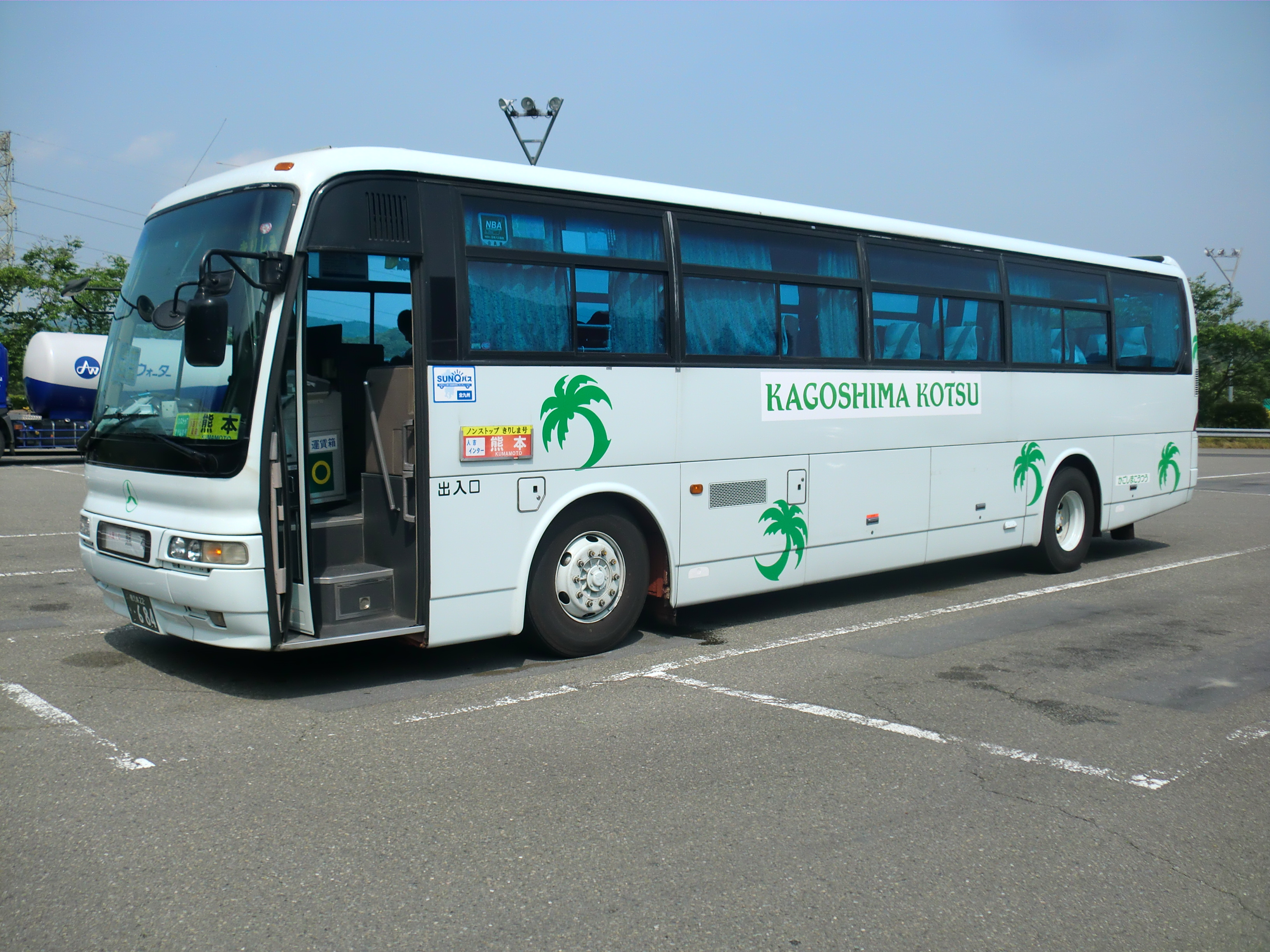
鹿児島交通 時としてエアポートシャトルで使われている車両にて運行される
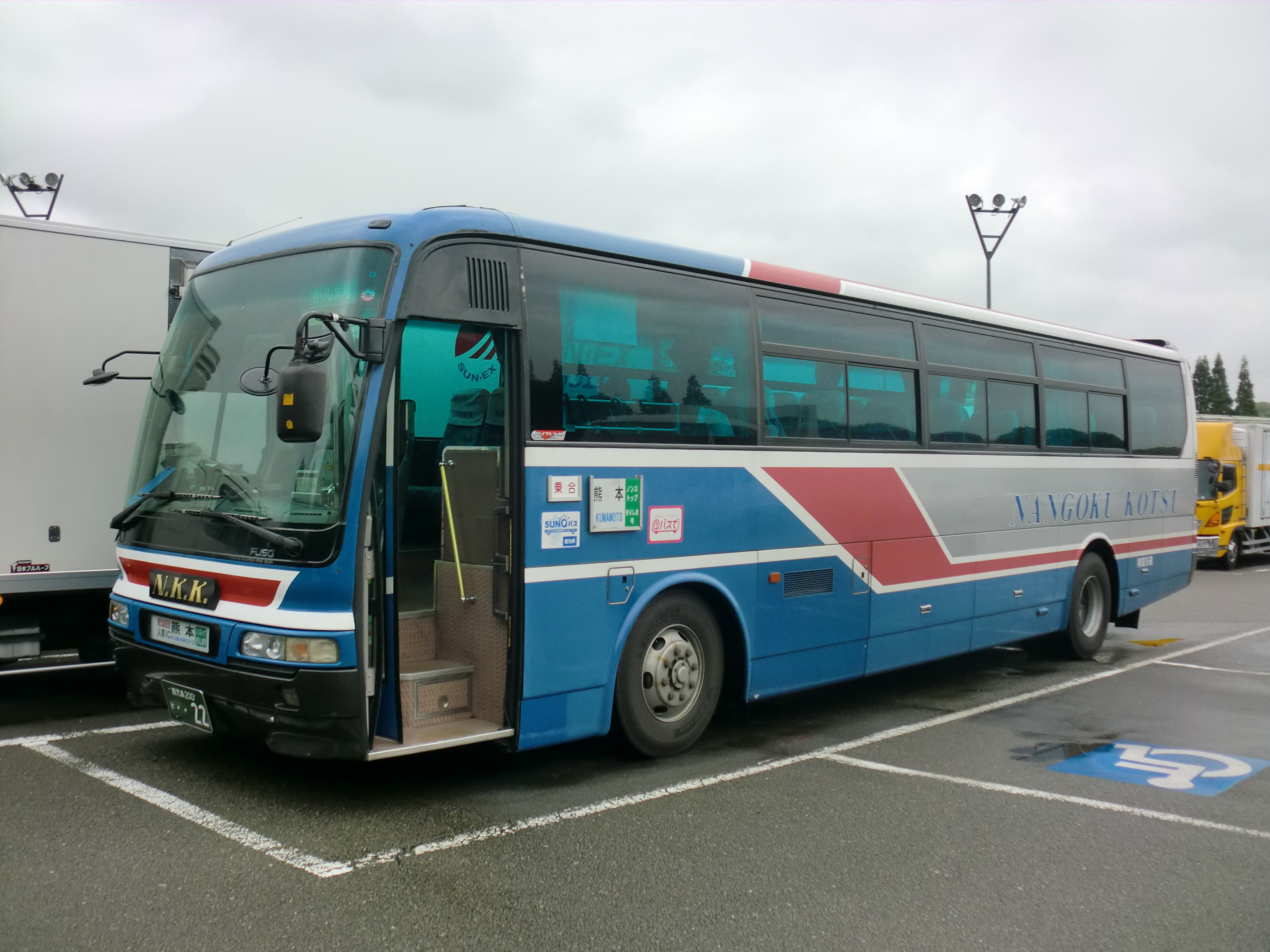
南国交通 エアポートシャトル兼用車

### 特記事項
- 午前中に熊本を出発する4本と午後に鹿児島を出発する4本は九州産交便、午前中に鹿児島を出発する4本と午後に熊本を出発する4本は月ごとに運行会社が異なる（鹿児島交通・南国のいずれかが担当）。
- （西部車庫 -）桜町BT - 八代IC間の予約は受け付けていないため、八代ICにて乗降する場合には乗車前に乗務員へ確認し、空席があれば乗車可能（満席の場合は乗車をお断りされる場合がある）。
- 九州産交便ではトイレ付き車両で運行されている。当初は運行中断前と同様の3列シート車（定員29人乗り）において運行され、2010年6月頃からはトイレ付き4列シート車（定員37人乗り）に変更されたが、一時期2016年4月24日運行分からは鹿児島側事業者と同様、トイレ無しの4列シート車（定員44人乗り）において運行されていた。2021年10月1日運行分から再びトイレ付き4列シート車(定員37人乗り)による運行となった。[15]

## 過去（1990年4月 - 2004年3月）

### 運行会社
- 九州産業交通（現 九州産交バス）
  - 担当営業所:中央営業所（現・高速営業所）
- 南九州高速バス　※2004年3月12日に会社清算・のちに廃業

### 運行経路・停車停留所
本路線が運行開始された時点と運休直前の状況。太字は停車停留所。全便熊本交通センター - 松の本（東町中央）間ならびに吉松 - いづろバスセンターのみの利用は不可。なお、1990年の運行開始時と2004年3月の運休直前時点では運行経路・停車箇所が一部異なっている。
運行開始時の停留所
- 各停便

熊本交通センター（現：桜町BT） - （熊本県道28号熊本高森線） - 通町筋 - 味噌天神 - 水前寺公園前 - （熊本県道36号熊本益城大津線） - 熊本県庁前 - （国道57号熊本東バイパス） - 帯山中学校前 - 西原 - 松の本 - 熊本IC - （九州自動車道） - 益城 - 御船IC - 城南 - 松橋IC - 小川 - 宮原 - 八代IC - 坂本 - 鮎帰 - 小鶴 - 山江 - 人吉IC - 人吉ターミナル - （国道221号・人吉ループ橋・えびのループ橋） - えびのIC - （九州自動車道） - 吉松 - 鹿児島空港南 - 帖佐 - 鹿児島IC - （鹿児島市街地） - 西鹿児島駅前（現：鹿児島中央駅） - 天文館 - いづろ高速バスセンター
- ノンストップ便

熊本交通センター（現：桜町BT） - （熊本県道28号熊本高森線） - 通町筋 - 味噌天神 - 水前寺公園前  - （熊本県道36号熊本益城大津線）- 熊本県庁前 - （国道57号熊本東バイパス） - 帯山中学校前 - 西原 - 松の本 - 熊本IC - （九州自動車道） - 人吉仮IC - （国道219号・221号・人吉ループ橋・えびのループ橋） - えびのIC - （九州自動車道） - 鹿児島IC - （鹿児島市街地） - 西鹿児島駅前（現：鹿児島中央駅） - 天文館 - いづろ高速バスセンター
運行休止時点での停留所
- 各停便

熊本交通センター（現：桜町BT） - （熊本県道28号熊本高森線） - 通町筋 - 味噌天神 - 水前寺公園前 - （熊本県道36号熊本益城大津線・第二空港線） - 熊本県庁前 - 自衛隊前 - 東町中央 - 益城IC - （九州自動車道） - 益城 - 御船IC - 城南 - 松橋IC - 小川 - 宮原 - 八代IC - 坂本 - 鮎帰 - 小鶴 - 山江 - 人吉IC - （人吉市街地） - 人吉産交 -  （人吉市街地） - 人吉IC - （九州自動車道） - 人吉南 - 吉松 - 鹿児島空港南 - 鹿児島空港 - 帖佐 - 鹿児島IC - （鹿児島市街地） - 西鹿児島駅前（現：鹿児島中央駅） - 天文館 - いづろ高速バスセンター
- ノンストップ便

熊本交通センター（現：桜町BT） - （熊本県道28号熊本高森線） - 通町筋 - 味噌天神 - 水前寺公園前 - （熊本県道36号熊本益城大津線・第二空港線） - 熊本県庁前 - 自衛隊前 - 東町中央 - 益城IC - （九州自動車道） - 人吉IC - （人吉市街地） - 人吉産交 -  （人吉市街地） - 人吉IC - （九州自動車道） - 鹿児島空港 - 鹿児島IC - （鹿児島市街地） - 西鹿児島駅前（現：鹿児島中央駅） - 天文館 - いづろ高速バスセンター
- 通町筋は全便熊本行きの降車のみ停車していた。
- 運行開始当初から1995年7月まで、九州自動車道の人吉 - えびの間が未開通だった事もあり、人吉市内においては上青井町にあった人吉ターミナルに停車し、国道221号を迂回してえびのICから再度九州自動車道を走行するルートだった。1995年1月には人吉ターミナルが老朽化によって閉鎖された後は人吉産交に変更、同年7月には九州自動車道人吉 - えびの間が開通後も本路線は人吉ICで一旦高速を降り、人吉市街地を経由して人吉産交に立ち寄った後、同じルートを引き返し人吉ICから再度高速道路を走行していた。

### 所要時間
熊本交通センター～いづろバスセンター間
- ノンストップ…3時間10分
- 特急…3時間19分

### 使用車両ならびに車内設備
- ハイデッカー
- 3列シート（横2+1列）
- テレビ・ビデオ・ラジオ
- トイレ
- おしぼり・飲み物（コーヒー・お茶）　＜車内セルフサービス＞

この他、2000年頃までは車内公衆電話やマルチステレオ（音楽サービス）も装備されていた。また、九州産交便においては、トワイライト神戸号の間合い運用として本州夜行向け独立3列シート仕様のスーパーハイデッカー車両も運用に入る事もあった。